# محمية غابات دبين
محمية دبين (بالإنجليزية: Dibbeen Forest Reserve)‏ إحدى المحميات الطبيعية في الأردن الموجودة في محافظة جرش شمال شمال غرب عمّان، تمتد على مساحة 8.5 كيلومتر مربع من المناطق الجبلية. تأسست عام 2004 تم إنشاء المحمية بهدف الحفاظ على التنوع البيولوجي في المنطقة، وتوفير موطن آمن للكائنات الحية النادرة والمهددة بالانقراض. تشتهر المحمية بغاباتها الخضراء الجميلة التي تحتوي على مجموعة متنوعة من الأشجار والنباتات.، تعتبر دبين من أكثر التي ينمو فيها الصنوبر الحلبي، حيث يقارب معدل هطول الأمطار يقارب 440 مليمتراً في السنة. تُعتبر المحمية وجهة مثالية للمشي لمسافات طويلة وركوب الدراجات الجبلية والاستمتاع بالطبيعة. تتوفر في المحمية مسارات وممرات معدة للزوار، مما يتيح لهم فرصة استكشاف الأشجار الضخمة والأزهار البرية والحيوانات البرية المتنوعة.

## أهميتها
صنفت دبين الأكثر أهمية في دراسة المناطق المحمية التي جرت في العام 1998، بعد أن تم إغفالها في التقرير الأصلي لعام 1979، وخاصة بعد أن أثبتت الدراسات أن دبين تعد أفضل الأمثلة على غابات الصنوبر-البلوط كما وتحتضن ما لا يقل عن 17 نوعاً مهدداً بالانقراض، مثل السنجاب الفارسي. تمتد غابة دبين على مساحة تزيد على 60 كم2 ويتراوح الارتفاع ما بين 500 و1000متر فوق مستوى سطح البحر. تتوزع الغابة فوق منحدرات من الصخور الجيرية تتراوح في الحدة. وتعد التراكيب الفيزيائية والعمرية للغابة تنوعاً فريداً، حيث تتواجد ألأشجار بأعمار وأحجام مختلفة. ويعزز هذا التنوع وجود الأودية والتي تضيف رطوبة وتحسن من جودة التربة في الغابة.يتميز المحمية بتضاريسها المتنوعة، حيث تضم مرتفعات ووديانًا ومناطق صخرية.

## اشجار المحمية

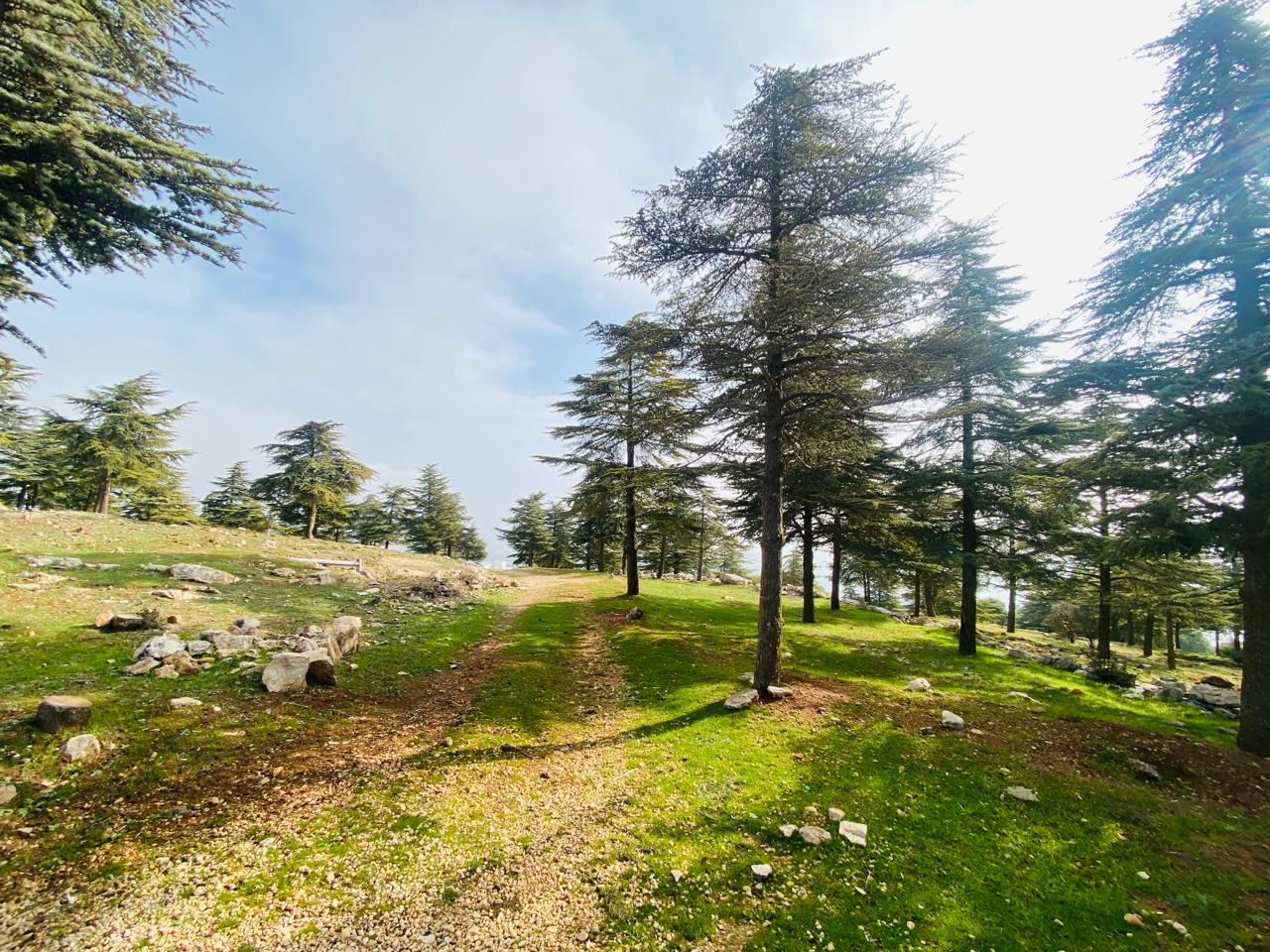
أشجار محمية غابة دبين

تتوسط المحمية الغابة وتتوزع أنواع ألأشجار حسب مستوى ارتفاعات الغابة. في المنطقة المنخفضة يوجد وبشكل كثيف الصنوبر الحلبي، مع وجود عدد من الأشجار المعمرة. أما في المنطقة المتوسط يتواجد نوع من البلوط بالإضافة إلى الصنوبر الاخضر. أما في المستوى العلوي من الغابة يكثر البلوط دائم الخضرة. كما تنتشر أنواع أخرى من الأشجار مثل شجر(القطلب) والفستق الحلبي والزيتون البري، بينما تتميز أرضية الغابة بوجود الأوركيد وأنواع أخرى من النباتات.

## حريق دبين
تعرضت دبين لحريق ضخم في أوائل شهر سبتمبر 2008 أتى على حوالي 90 دونماً من الأشجار الحرجية وغيرها أي نحو 5670 شجرة قيقب وسنديان وصنوبر حلبي بعضها تجاوز عمره 70 - 80 سنة. ويقول باحثون إن دبين تحتاج لمئة عام لتعويض خسارتها ولتعود كما كانت.

## معرض الصور

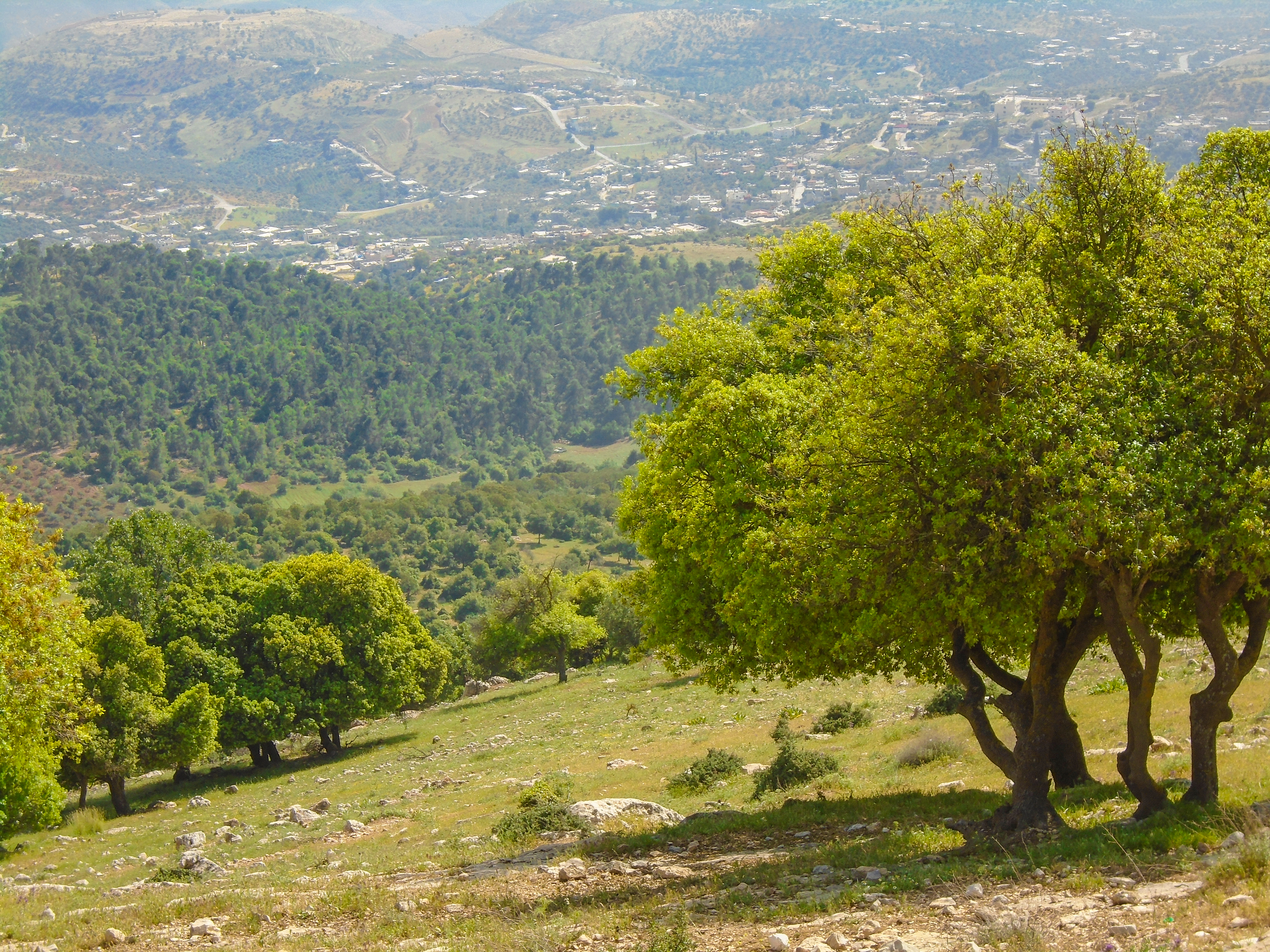
جانب من محمية دبين في الأردن
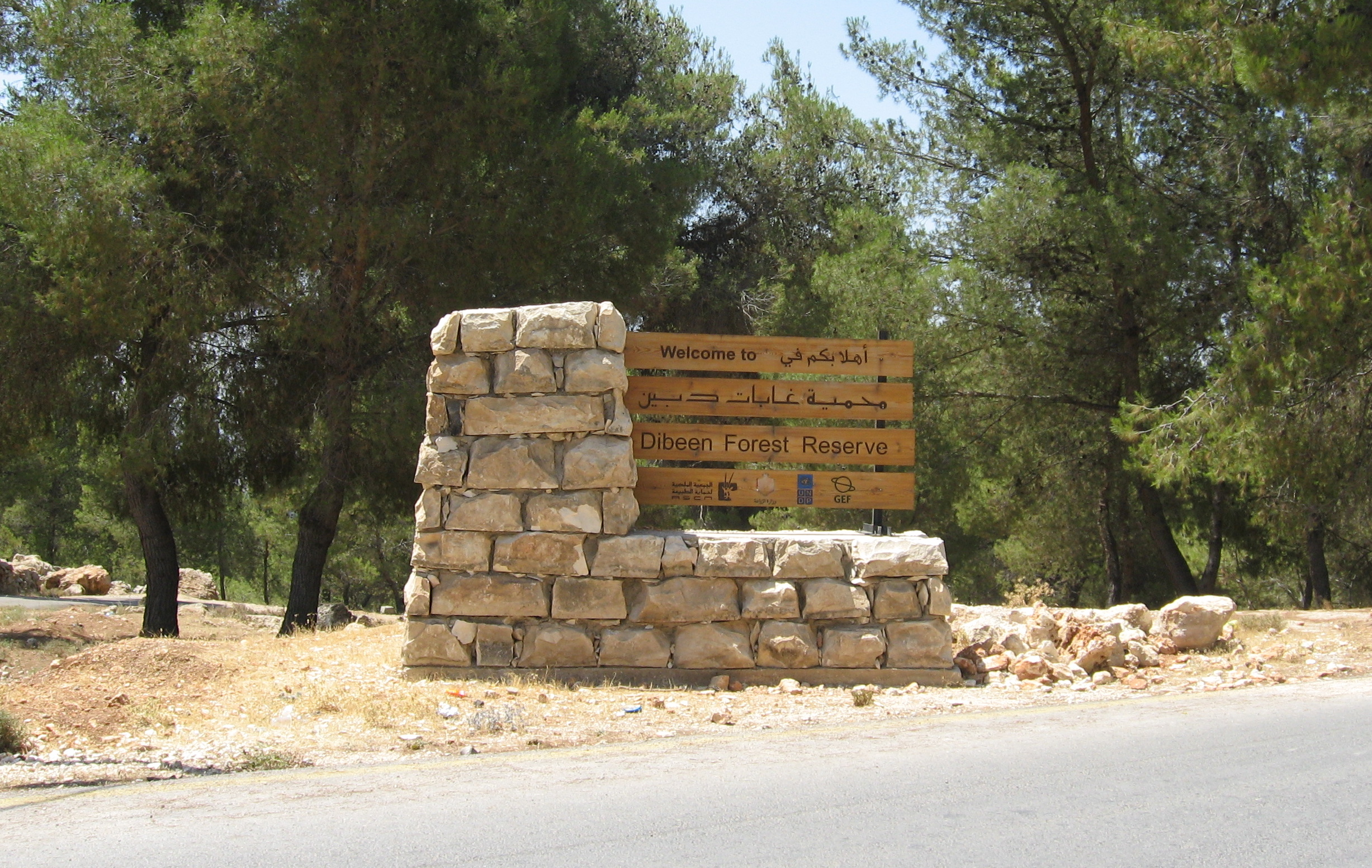
مدخل المحمية
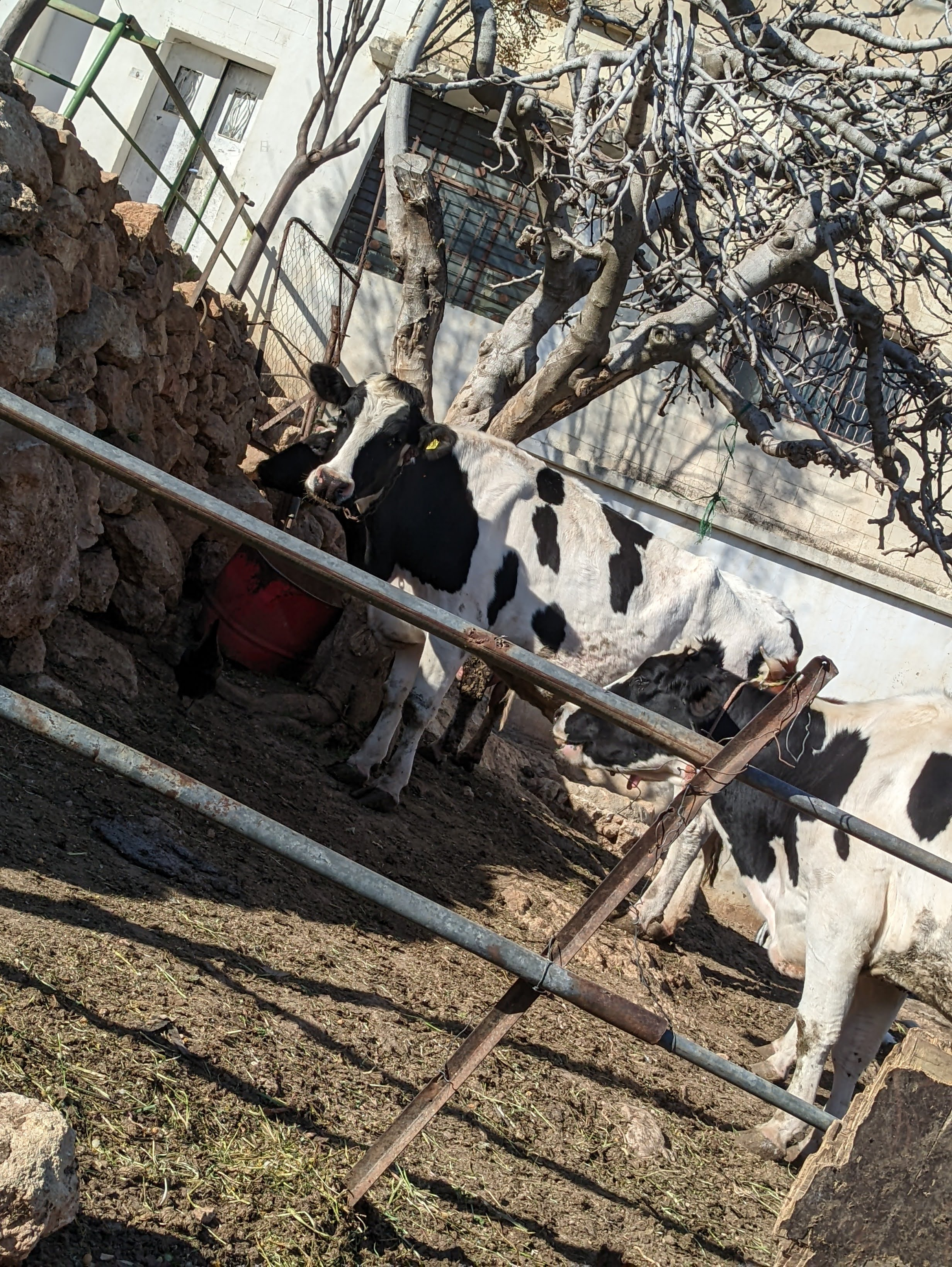
حول المحمية
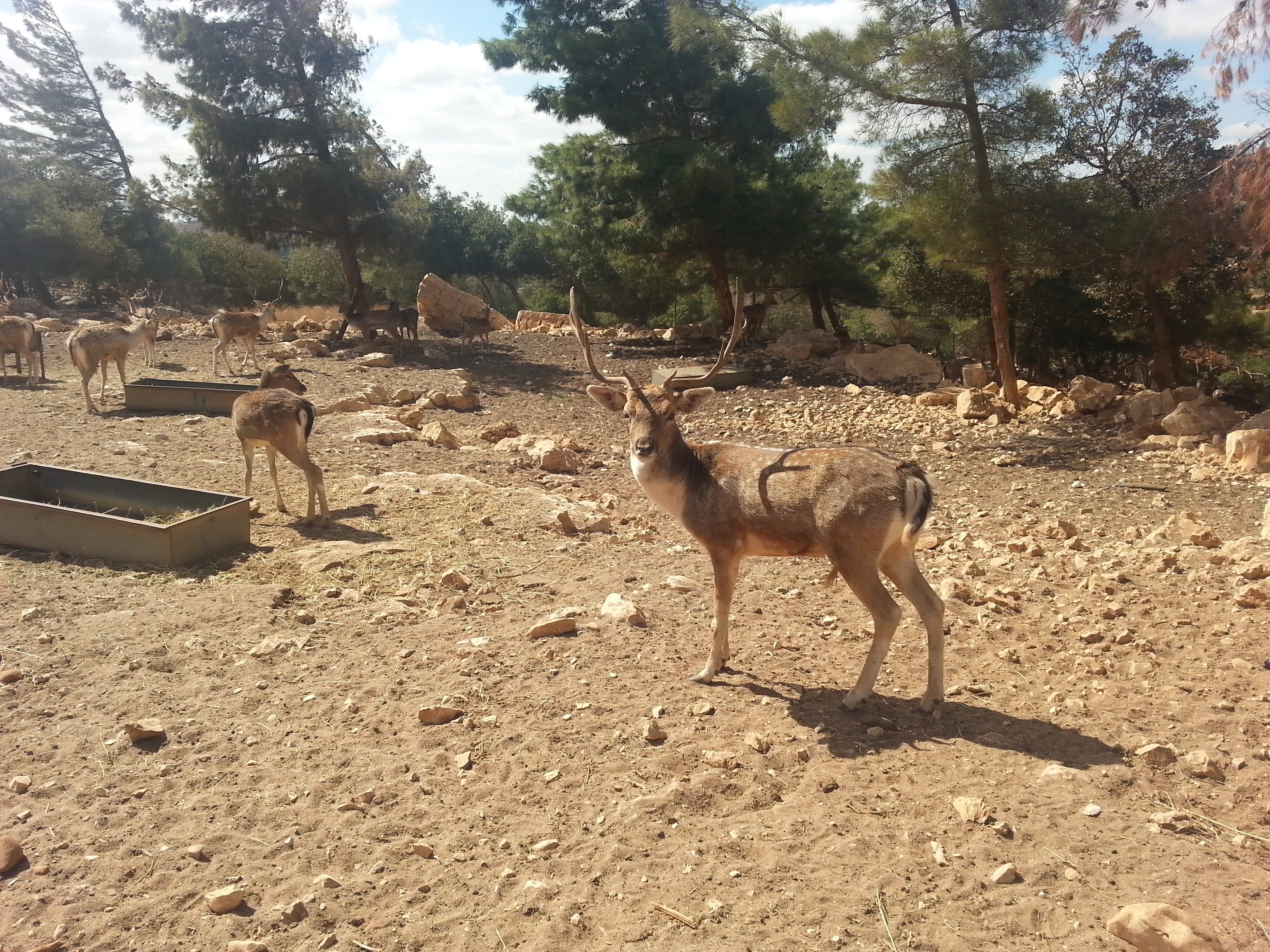
غزال في الطبيعة
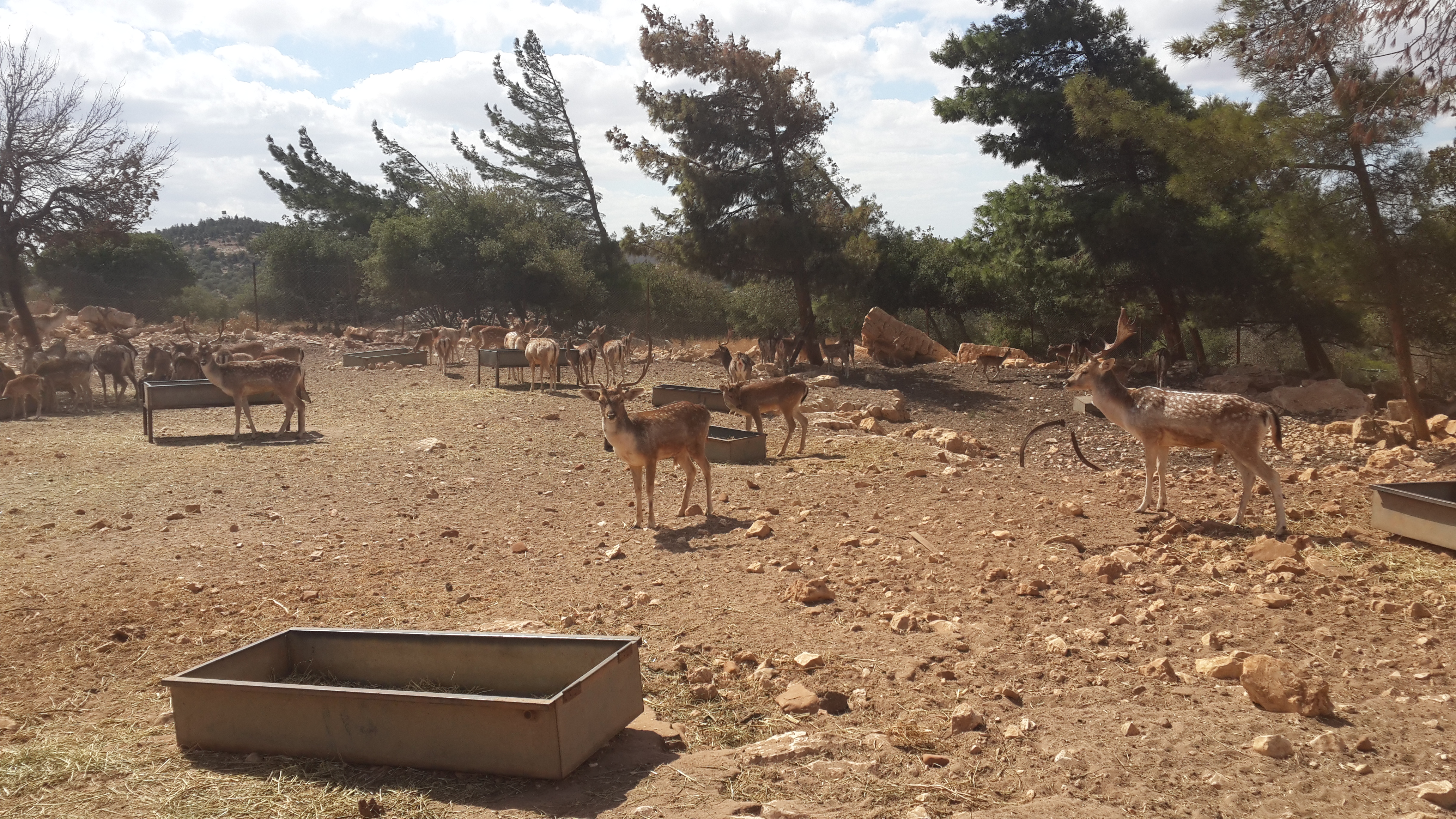
صور الغزلان
صورة لغزلان في محمية دبين
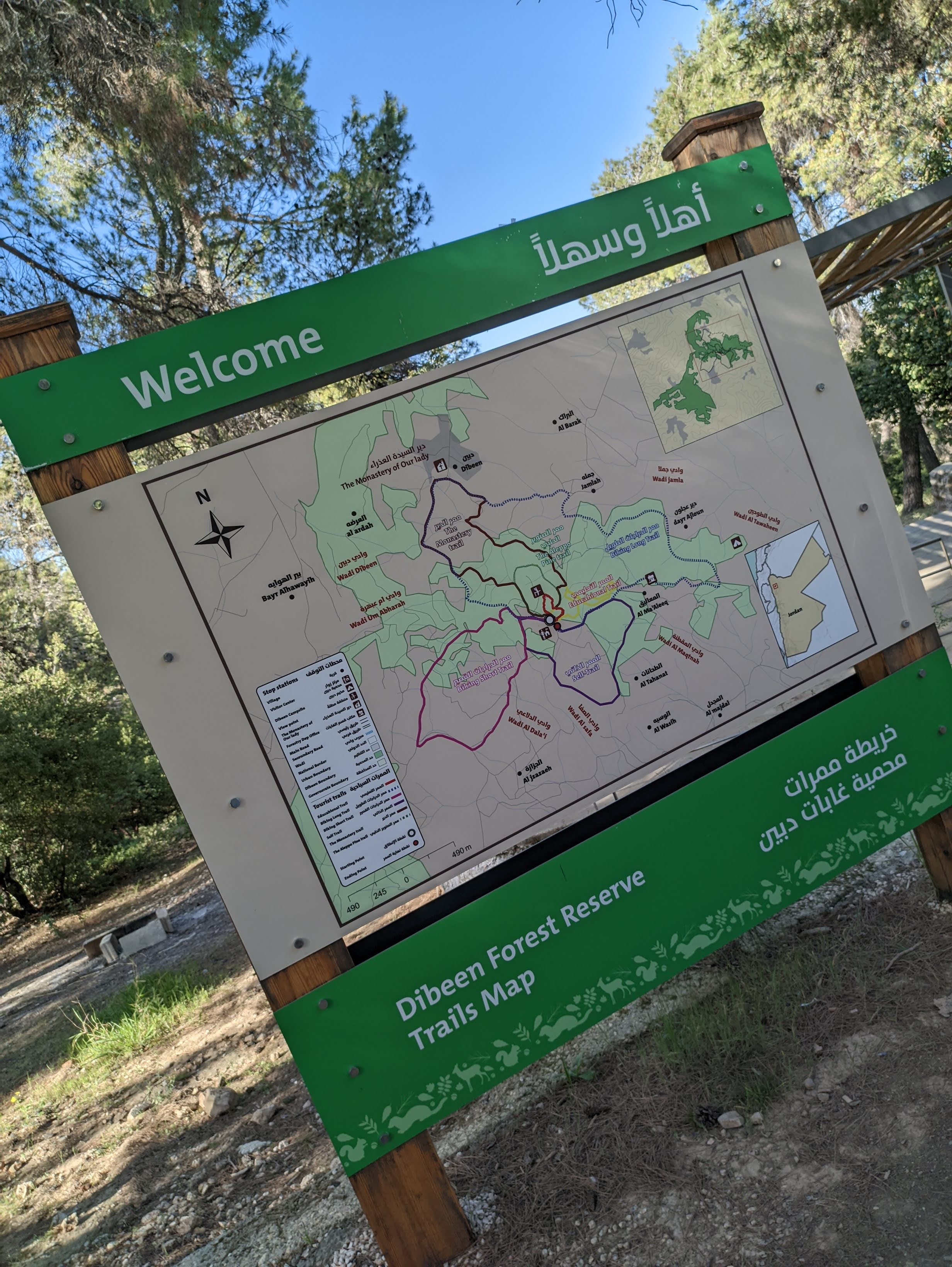
خريطة المحمية
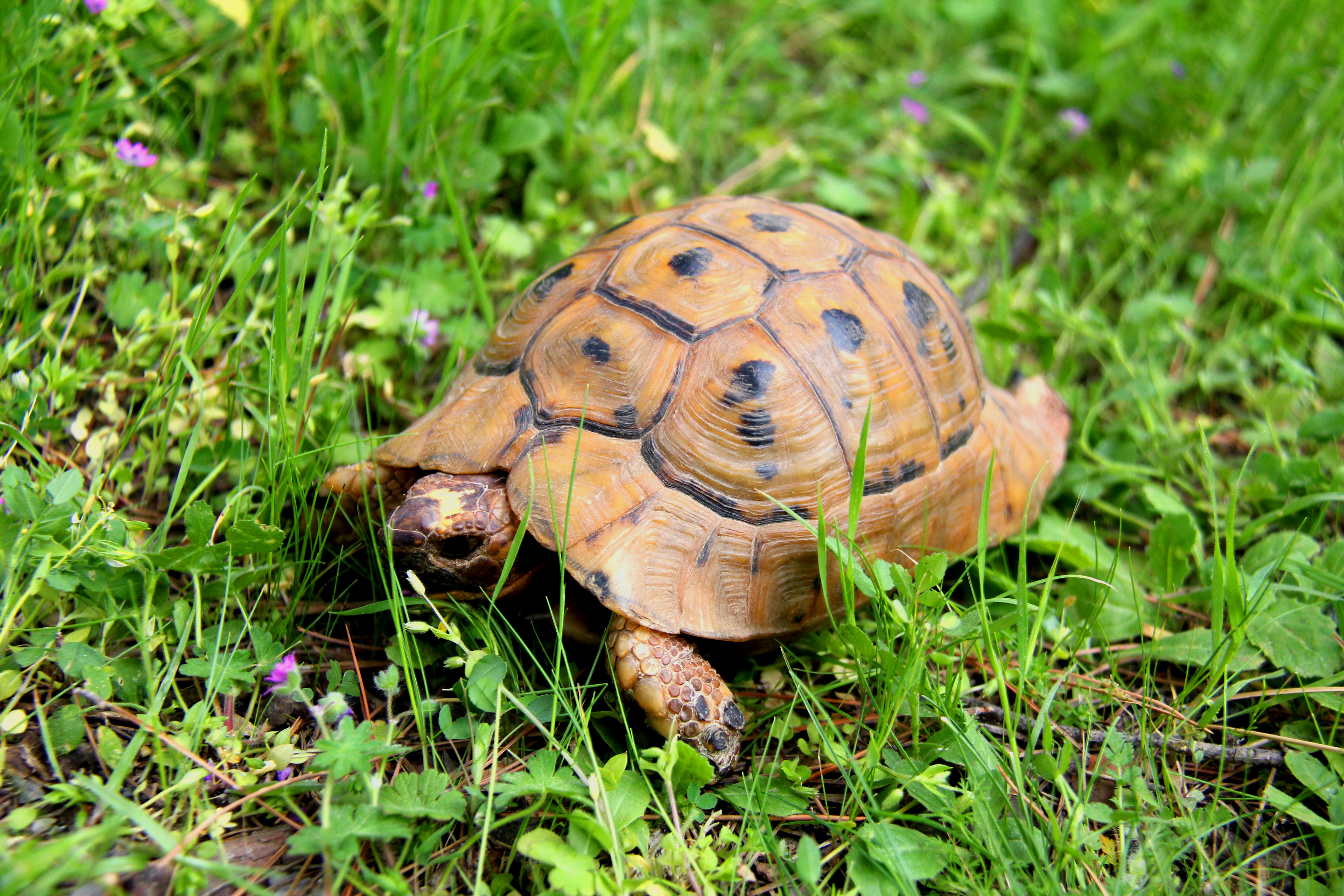
سلحفاة في دبين